# Carla Baratta
Carla Baratta   (San Cristóbal, 9 de juliol de 1990) és una actriu, model i artista plàstica veneçolana, coneguda principalment per ser la protagonista de la sèrie digital Bleep i el seu paper d'«Adelita» en la sèrie Mayans M.C.

## Carrera artística
És coneguda per ser la protagonista de la sèrie digital Bleep, emesa per la companyia de telefonia mòbil Digitel GSM. Des de petita, ha estudiat escenografia actuant a llocs com Estudio 7 Alfredo Aparicio a San Cristóbal-Veneçuela, la New York Film Academy i el New Collective de Los Angeles, així com el Gimnàs d'actors a Caracas.

## Teatre
| Any       | Títol               | Paper     | Director         |
| --------- | ------------------- | --------- | ---------------- |
| 2004-2007 | Experimental        | Principal | Alfredo Aparicio |
| 2015-2016 | El Pie de la Virgen | Principal | Orlando Arocha   |

## Pel·lícules
| Any  | Títol                | Paper     | Director           |
| ---- | -------------------- | --------- | ------------------ |
| 2008 | Cortos de NYFA       | Principal | Carlos Beltran     |
| 2015 | La Empanada Perfecta | Principal | Edggianni Figueroa |
| 2015 | Bendición            | Principal | Isaac Duarque      |
| 2016 | Alabastro            | Principal | Edggianni Figueroa |

## Televisió i Internet
| Any  | Títol        | Paper     | Director                     | Notes                            |
| ---- | ------------ | --------- | ---------------------------- | -------------------------------- |
| 2014 | Bleep        | Principal | Carlos Beltran               | Sèrie web                        |
| 2015 | Santo Robot  | Convidada | Santo Robot                  | Capítol El Escuadrón Antisádicos |
| 2015 | Escandalos   | Principal | Tony Rodriguez               |                                  |
| 2015 | Sol          | Principal | Venevisión                   |                                  |
| 2016 | Prueba de Fe | Principal | Cesar Manzano                |                                  |
| 2017 | Mayans MC    | Adelita   | Kurt Sutter i Norberto Barba | FX Productions                   |

## Videos musicals
| Any  | Títol              | Paper     | Cantant                        |
| ---- | ------------------ | --------- | ------------------------------ |
| 2011 | Solo te llamo      | Principal | Statika                        |
| 2012 | Ven                | Principal | José Rojo                      |
| 2014 | Baila              | Principal | Daniel Huen                    |
| 2015 | La buena fortuna   | Principal | Mirella                        |
| 2016 | Dame tu amor       | Principal | Ronald Borjas                  |
| 2016 | Jamás              | Principal | Reinaldo Droz                  |
| 2016 | Andas en mi cabeza | Principal | Chino y Nacho ft. Daddy Yankee |